# Farès al-Khoury
Farès al-Khoury (en arabe : فارس الخوري) , grec chrétien orthodoxe, né le 20 novembre 1877 et mort le 2 décembre 1962, avocat, homme politique syrien, premier ministre, membre et président du parlement à plusieurs reprises.

## Biographie
Il a étudié à l'université américaine de Beyrouth puis à l'université de Paris la Sorbonne comme bon nombre d’élites politiques syriennes à l'époque.
Il est député chrétien (de confession protestante) de Damas au Parlement ottoman en 1908.
À la formation de l'éphémère royaume de Syrie en 1920 avec Fayçal ben Hussein comme roi proclamé par le congrès syrien, il devient ministre des Finances, puis ministre de l'Enseignement en 1926 (mai à juin) dans le premier gouvernement de Ahmed Nami Bey. Mais des divergences de vue de tardèrent pas à se manifester et le gouvernement fut dissous le 12 juin 1926. Un arrêté fut pris le 13 juin suivant pour interner Farès al-Khoury avec d'autres de ses collègues.
Il est élu député à l'Assemblée constituante syrienne en 1928, et au Parlement syrien en 1932, puis réélu en 1936. Il devient président du parlement jusqu'en 1939), et président du parlement de 1943 à 1944).

Dans la continuité, il est nommé Premier ministre de novembre 1944 à septembre 1945, président du parlement et désigné à l'onu la tête de la délégation syrienne pour la ligue arabe. jusqu'au coup d'État de Hosni Zaïm en 1949, puis à nouveau Premier ministre du 25 octobre 1954 au 13 février 1955? Ceci jusqu'à ce que  son gouvernement, hostile à l'union avec l'Égypte (République arabe unie), soit renversé par le parlement.

## Franc-maçonnerie
Il est initié en franc-maçonnerie le 4 juillet 1909 au sein de la loge « Light of Damascus » à l'Orient de Damas sous juridiction de la Grande Loge d'Écosse. Il obtient le grade de maitre en 31 janvier 1910.
Il est affilié le 07 novembre 1923 à la loge « Syrie » à Damas sous juridiction du Grand Orient de France.